# Astronomía observacional

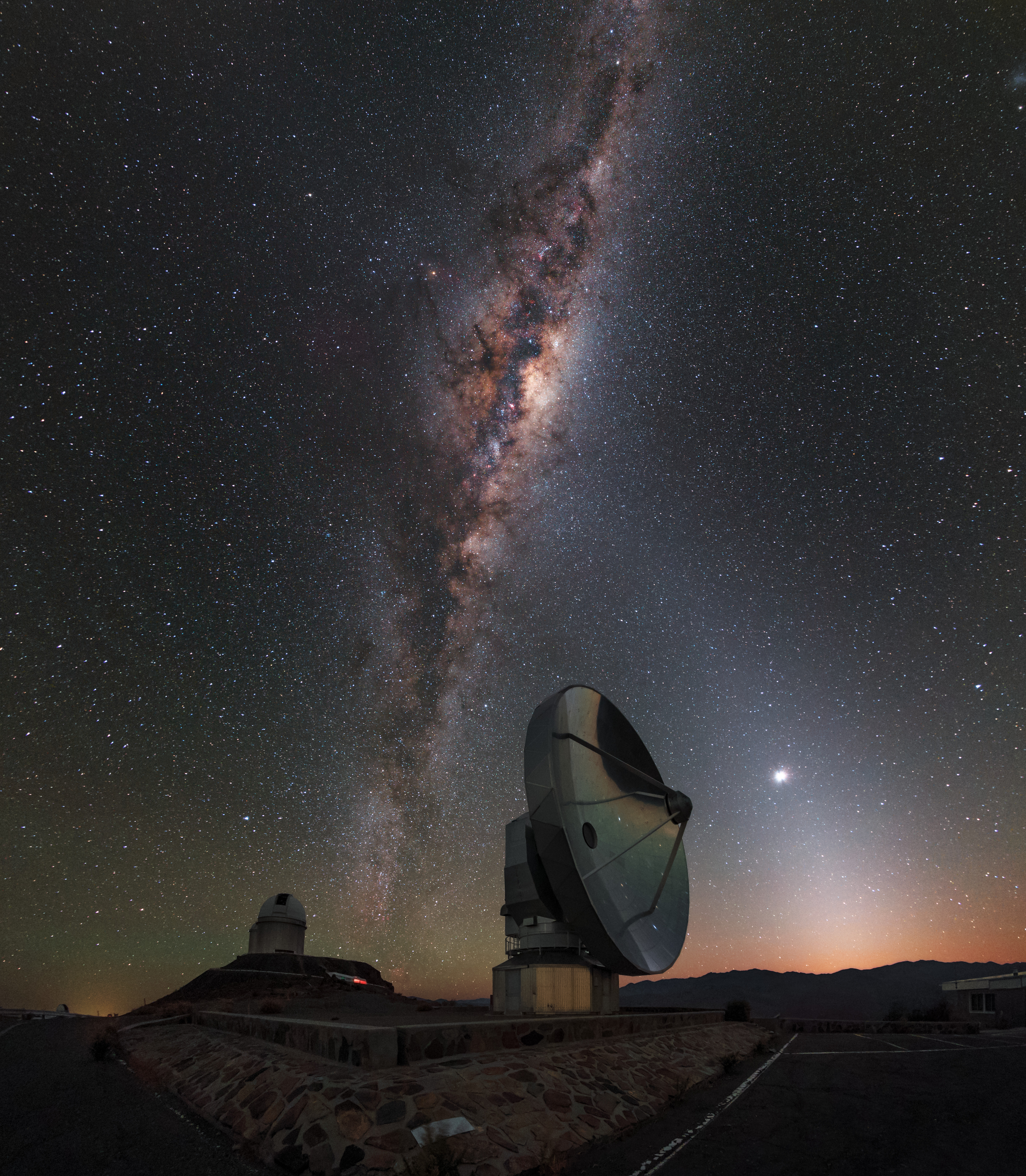
Observatorio de La Silla, desde el cual se han realizado numerosos descubrimientos, desde la mejor comprensión sobre la fusión violenta de estrellas de neutrones hasta detectar planetas alrededor de otras estrellas.

La astronomía observacional es una rama de la astronomía que se encarga de recopilar y almacenar la información acerca del universo observable, en contraste con la astronomía teórica, que se ocupa principalmente de calcular las implicaciones medibles de los modelos físicos. Esta es la práctica y el estudio de la observación de cuerpos celestes por medio del uso de telescopios y otros instrumentos astronómicos.
Como ciencia, el estudio de la astronomía se ve algo obstaculizado por el hecho de que los experimentos directos con las propiedades del universo distante no son posibles. Sin embargo, esto es parcialmente compensado por el hecho de que los astrónomos tienen un vasto número de visibles ejemplos de fenómenos estelares que pueden ser examinados. Esto permite que los datos de observación se puedan representar en gráficos y tendencias generales. Ejemplos cercanos de fenómenos específicos, como las estrellas variables, puedan entonces ser utilizadas para inferir el comportamiento de este tipo de estrellas que se hallan mucho más alejadas. Estos puntos de referencia pueden por lo tanto ser empleados para medir otros fenómenos en ese vecindario, incluyendo la distancia a una galaxia.

## Equipo de observación
El equipo y las técnicas necesarias para estudiar un fenómeno astrofísico pueden variar muchísimo. Muchos fenómenos astrofísicos de interés sólo pueden ser estudiados mediante el uso de tecnología muy avanzada y simplemente no se conocían hasta muy recientemente.
La mayoría de observaciones astrofísicas se realizan utilizando el espectro electromagnético.
- La radioastronomía estudia radiaciones con una longitud de onda mayor que unos pocos milímetros.[3] Las ondas de radio suelen se originadas por objetos fríos, incluyendo gas interestelar y nubes de polvo. La radiación cósmica de microondas de fondo es la luz del Big Bang con un corrimiento al rojo. Los púlsars fueron detectados por primera vez a través de microondas. El estudio de estas ondas requieren radiotelescopios muy grandes.

- La astronomía infrarroja estudia las radiaciones con longitudes de onda demasiado largas para ser visibles pero más cortas que las ondas de radio. Las observaciones infrarrojas suelen realizarse con telescopios similares a los telescopios ópticos habituales. Objetos más fríos que las estrellas (como planetas) se estudian normalmente a frecuencias infrarrojas.[4]

- La astronomía óptica es el tipo más antiguo de astronomía. Los instrumentos más comunes son telescopios y espectroscopios. La atmósfera terrestre interfiere en mayor o menor medida con las observaciones ópticas, así que se utilizan ópticas adaptativas y telescopios espaciales para obtener la mayor calidad de imagen posible. En este rango, las estrellas son altamente visibles, y pueden observarse espectros químicos para estudiar la composición química de estrellas, galaxias y nebulosas.[5]

- La astronomía con rayos ultravioleta, rayos X y rayos gamma estudian procesos muy energéticos como púlsares binarios, agujeros negros, magnetars y muchos otros. Estos tipos de radiación no atraviesan la atmósfera terrestre,[6] por lo que son estudiados desde telescopios espaciales como RXTE,[7] el Observatorio de Rayos X Chandra[8] y el Observatorio de rayos gamma Compton.[9]

Aparte de la radiación electromagnética, pocas cosas originadas a grandes distancias pueden observarse desde la Tierra. Se han construido observatorios de ondas gravitacionales, pero éstas son extremadamente difíciles de detectar. También han sido construidos observatorios de neutrinos, algunos como el Super-Kamiokande están dedicados al estudio de eventos astronómicos que emitan neutrinos, como la explosión de supernovas. Se pueden observar rayos cósmicos, consistentes en partículas de gran energía colisionando con la atmósfera terrestre, como por ejemplo se halla el Observatorio Pierre Auger.
Las observaciones pueden variar también según la escala de tiempo. La mayoría de observaciones ópticas llevan de varios minutos a horas, de manera que los fenómenos que cambian más rápidamente no pueden ser fácilmente observados. De cualquier manera, los datos históricos de algunos objetos están disponibles desde hace siglos o milenios. Por otro lado, las observaciones a través de radio pueden examinar eventos en escalas de milisegundos o combinar años de datos.
La forma en que cambian las estrellas, o evolución estelar, suele representarse colocando las distintas variedades de estrellas en sus respectivas posiciones del diagrama Hertzsprung-Russell, que muestra los distintos estados de un objeto estelar, desde su nacimiento hasta su muerte. La composición material de los objetos astronómicos puede ser examinada utilizando fotometría, espectroscopia, radioastronomía o un observatorio astronómico.